# 林重威
林重威（1975年12月23日—2003年5月15日），臺灣澎湖縣白沙鄉城前村人，臺灣首位於SARS事件殉職的醫生，澎湖縣政府設立紀念公園，家屬則捐錢成立基金會。

## 早年
林重威1975年生，澎湖縣白沙鄉城前村人，後住馬公市，馬公高中畢業後保送台北醫學大學醫學系。2003年3月退伍時，本來要到台北國泰醫院小兒科報到出任第一年住院醫師，但因身為北醫同學的未婚妻林仁心是和平醫院皮膚科住院醫師，4月1日先到和平醫院內科部服務。他先與未婚妻在三月中旬台北試拍了婚紗照，也付訂金。

## 殉職
2003年4月13日，劉姓洗衣工發病，16日住進和平醫院B8病房，18日送進加護病房，因感染科主任林榮第既未能即時診斷出劉姓洗衣工為SARS疑似病例，導致4月16日至22日長達六天的延誤。不僅楊姓書記、8B護理長陳靜秋、連內科住院醫師林重威，都是因為值班時，不知情未作任何防護救治劉姓洗衣工而遭到感染。
4月20日，林重威突感身體不適，經衛生署判定為SARS可能病例，繼續留在院內治療。4月29日凌晨2時30分緊急由和平醫院轉往國泰醫院。21日病發的陳靜秋曾惋惜說，這位醫生很年輕又長得不錯，好可憐。
24日上午7點鐘，市長馬英九、副市長歐晉德、衛生局長邱淑媞、新聞處長吳育昇等人均會集在市長辦公室，馬英九同意即刻採取最嚴厲封院措施，9點45分市府秘書長陳裕璋與行政院秘書長劉世芳通電，隨後歐晉德即率邱局長等人赴往行政院，由行政院出面宣佈封院消息。25日，和平醫院封院第一天，馬英九在議會宣布：「醫護人員如有抗爭，視同敵前抗命」。
在長達十七天的救治過程，林重威病情起起落落，原本還可以在隔離病房內向窗外的母親揮手，但5月5日病情加劇惡化。5月7日下午一度心跳停止，及時注射強心針、插管接上呼吸器搶救，用體外心肺循環器葉克膜維持生命，成為臺灣第一個因SARS而病危的醫師。8日，母校國立馬公高中發起紙鶴祈福活動。8日晚，林重威女友得知男友病情逐漸好轉，寫了一封鼓勵的信箋，由林父轉交給臥病的兒子，由於隔離病房管制嚴格，此封信件次日已被護士焚燬。9日，林重威高中同學呂建瑤發起到廟宇及教會祈福活動，望神明保佑林重威。13日晚，林重威對隔窗的女友寫出女友名字及「Ｉ ＬＯＶＥ ＹＯＵ」，15日下午呼吸窘迫衰竭，5時16分去世，成為臺灣首位因SARS殉職的醫生。
5月16日，林重威骨灰由父親馬公高中校長林亨華帶回澎湖故鄉。17日入祀在澎湖縣菜園納骨塔時，總統陳水扁特定搭專機赴澎湖，前往馬公市重光里的林家表達哀思及慰問。林亨華曾在林重威染病後要求成立會診醫療團隊，卻遲無下文，林重威辭世、太太要跳樓、林重威未婚妻昏倒，都未見臺北市政府派人慰問，因此拒絕兒子進入忠烈祠。

## 紀念

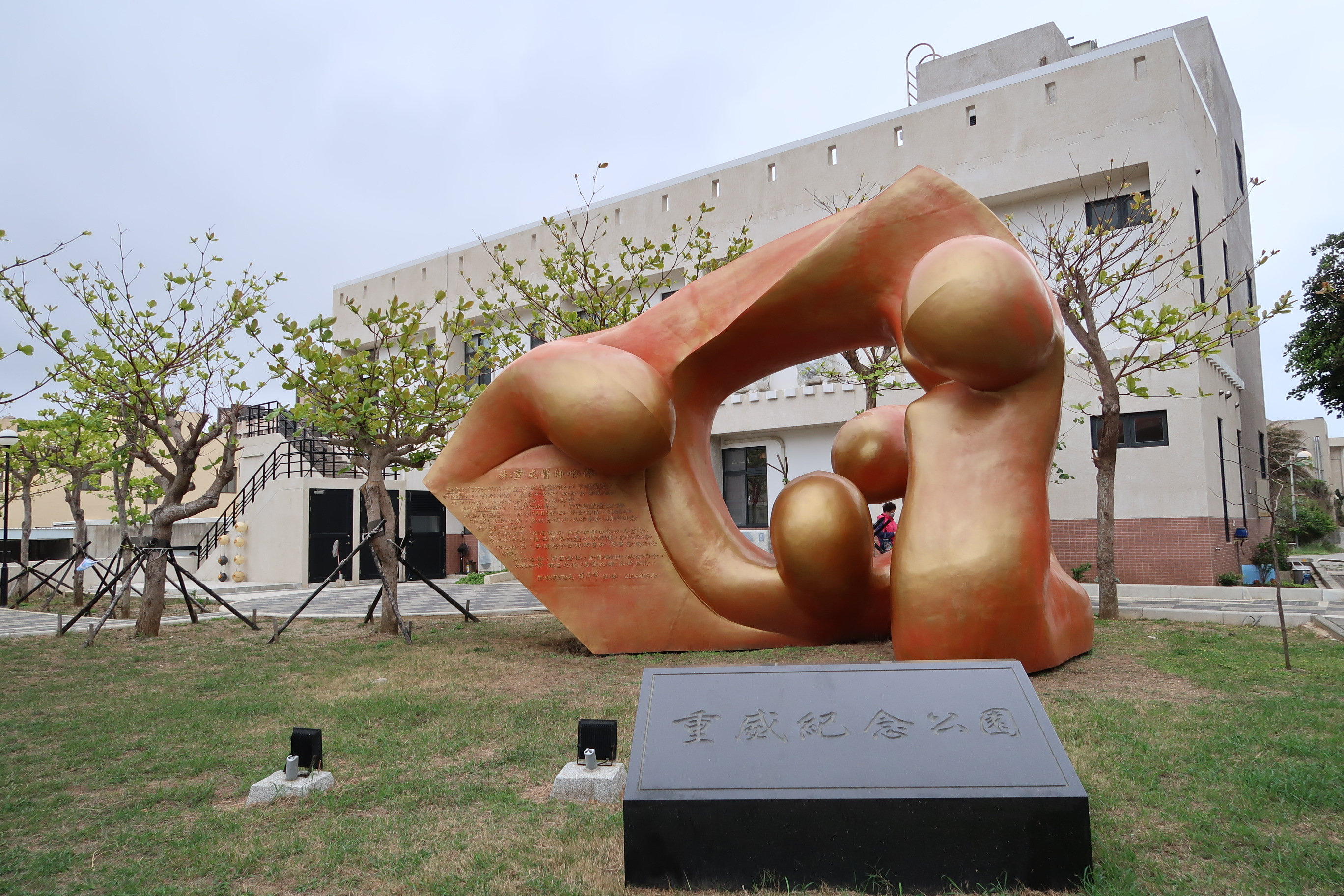
重威紀念公園暨朝陽里活動中心

澎湖縣政府將馬公市三多路面積約2600平方公尺的綠地命名為重威紀念公園，並設置藝術家郭文嵐「關懷」的大型雕塑，在2005年1月26日啟用。2007年9月15日，林重威父母捐出國家賠償金七百多萬元、加上家屬所捐兩百多萬元，創立財團法人林重威基金會，濟助澎湖縣清寒學生與充實教育設施。
2008年5月1日，民間人士出資、排演的舞台劇「SARS，再見」在萬芳醫院舉行發表記者會，月底29日於聯合醫院仁愛院區和萬芳醫院免費觀賞。內容為以和林重威勇敢抗煞，最後染煞過世的過程為敘述主軸，重現林重威與其他醫護人員面對SARS時所遭遇的困難和心理歷程。
歐巴尼基金會出版的《回首SARS》一書中，林亨華說：「我情願有一個活著的兒子，不要一個死去的英雄。」
2017年2月，澎湖縣政府與馬公市公所打算從原林重威紀念公園範圍劃出土地來興建朝陽里活動中心，引起林重威父親林亨華的不滿，但時任澎湖縣議員張再興指出，該公園設立時，縣府並未切結保證限制公園的使用，產權仍歸縣府所有，所以法理上不需要經得林亨華同意便可動工，呼籲林亨華放下。2018年9月15日，馬公市朝陽里活動中心落成，計斥資新台幣1900萬，其占地面積565.63平方公尺。
2019冠狀病毒病臺灣疫情期間，同窗林育靖撰文感嘆如果當時能像今日這樣處理，重威就不會離開了。

## 外部連結
- 財團法人林重威基金會